# Batalla de Carteia
La batalla de Carteia fue una batalla naval que tuvo lugar entre la flota cartaginesa y la flota romana cerca de Carteia, en 206 a. C.

## Antecedentes
Tras la derrota cartaginesa en la batalla de Ilipa los turdetanos se pasaron en masa al bando romano, Asdrúbal Giscón y Magón Barca se vieron confinados con sus tropas a Gadir, inaccesible a un asalto romano. Terminada la revuelta de Sucro y la revuelta de Indíbil y Mandonio, Escipión el Africano envió a Lucio Marcio Séptimo con un ejército reducido y sin bagajes para aumentar su velocidad, a lo largo del Guadalquivir hasta su desembocadura donde encontró al general cartaginés Hannón que estaba reclutando mercenarios para Magón Barca y fue derrotado en la batalla del Guadalquivir.
Cayo Lelio comandante de una pequeña flota de un quinquerreme y siete trirremes llegó al puerto de Carteia donde los ciudadanos púnicos confabularon para dar acceso a la ciudad a los romanos. La conspiración fue descubierta por Magón Barca y sus responsables fueron detenidos, encadenados y deportados a Cartago en la flota de Aderbal, gobernador de Gades, con un quinquerreme y una escolta de 8 trirremes.

## La batalla
Cuando la flota púnica se vio desde Carteia, la flota de Cayo Lelio salió al combate, con el quinquerreme al frente, sorprendiendo a Aderbal, que se vio empujado a la lucha pues las corrientes hacían imposible la huida, e incluso la batalla.
El choque fue caótico ya que los trirremes de ambos contendientes maniobraban con muchas dificultades, pero las embestidas fueron numerosas y el combate se generalizó luchando bravamente ambos bandos. Finalmente el quinquerreme de Lelio pudo embestir a los trirremes, hundiendo a dos e inmovilizando a un tercero.
Adherbal, dándose por vencido, puso proa a la costa africana y huyó del combate, y Lelio volvió a Carteia donde fue informado de que la conspiración en Gades había sido descubierta y que sus responsables habían sido enviados a Cartago.

## Consecuencias
Escipión el Africano dio a Cayo Lelio y a Lucio Marcio Séptimo la orden de retirarse. Magón Barca embarcó sus últimas fuerzas, consistente en unos pocos miles de hombres y algunos barcos, y recorriendo la costa llegó a Cartago Nova, donde ancló las naves y desembarcó las tropas, pero los romanos rechazaron el ataque.
Magón Barca volvió derrotado a Gadir, donde sus ciudadanos le cerraron las puertas y que ya negociaban con los romanos, con lo que abandonó la ciudad y fue a las Baleares donde pasó el invierno en Portus Magonis, por navegar al año siguiente al norte de Italia para sublevar a los ligures.